# アルトゥル・ハンチュ

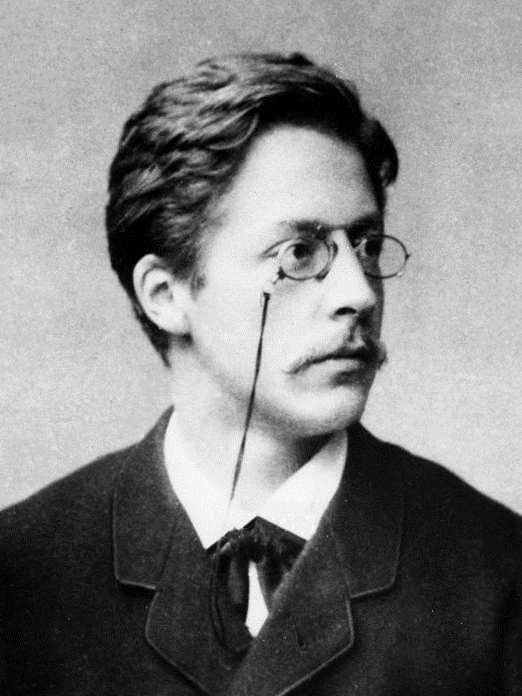
アルトゥル・ハンチュ

アルトゥル・ハンチュ（Arthur Rudolf Hantzsch, 1857年3月7日 - 1935年3月14日）はドイツ・ドレスデン生まれの化学者。
ヴュルツブルク大学のヨハネス・ウィスリツェーヌスの下で化学を学び、チューリッヒ大学、ヴュルツブルク大学、ライプツィヒ大学で教授を務め、フリードリッヒ・ベルギウス、アルフレート・ヴェルナーらを指導した。
1882年に、β-ケトエステルとアルデヒド、アンモニアから1,4-ジヒドロピリジンあるいはピリジンを合成するハンチュのピリジン合成を報告した。